# Syngnathus exilis
Syngnathus exilis är en fiskart som först beskrevs av Osburn och Nichols 1916.  Syngnathus exilis ingår i släktet Syngnathus och familjen kantnålsfiskar. Inga underarter finns listade i Catalogue of Life.